# Желязно (Косцянський повіт)
Желязно (пол. Żelazno, нім. Eisental) — село в Польщі, у гміні Кшивінь Косцянського повіту Великопольського воєводства.
Населення — 320 осіб (2011).
У 1975-1998 роках село належало до Лешненського воєводства.

## Демографія
Демографічна структура станом на 31 березня 2011 року:
|          | Загалом | Допрацездатний вік | Працездатний вік | Постпрацездатний вік |
| -------- | ------- | ------------------ | ---------------- | -------------------- |
| Чоловіки | 164     | 39                 | 109              | 16                   |
| Жінки    | 156     | 38                 | 82               | 36                   |
| Разом    | 320     | 77                 | 191              | 52                   |